# Amphioplus archeri
Amphioplus archeri is een slangster uit de familie Amphiuridae.
De wetenschappelijke naam van de soort werd in 1955 gepubliceerd door Ailsa McGown Clark.